# Funa fourlinniei
Funa fourlinniei é uma espécie de gastrópode do gênero Funa, pertencente a família Pseudomelatomidae.